# معركة فالديفيز
معركة فالديفيز (بالبرتغالية: Torneio de Arcos de Valdevez‏) هي حدثت بين مملكة البرتغال الوليدة ومملكة ليون على ضفاف نهر فيث (في شمال البرتغال حالياً) وذلك في صيف 1140 أو 1141  وكانت واحدة من اثنين المعارك الضارية التي حارب فيها ألفونسو السابع من ليون، وفقط من اثنين لا تتزامن مع الحصار . كان خصمه في فالديفيز ابن خالته أفونسو الأول من البرتغال . وقعت هدنة بعد المعركة على معاهدة زامورا (1143)، وهذه الحرب اعطت لبرتغال استقلالها.

## المعركة
في بداية عهد ألفونسو السابع، كان أفونسو، كونت البرتغال الوريث. ومع ولادة الولدين لألفونسو، وملوك في المستقبل سانشو الثالث وفرناندو الثاني ، المسافة الجغرافية بين قاعدة القوة أفونسو البرتغالية وبين ليون، وربما أقنع أفونسو على التمرد في انتهاك ل معاهدة توي (1137) وغزو جليقية، وعبرت نهر مينيو ، ودخلت منطقة فالديفيز ("وادي فيث"). عند سماع هذا، هرع ألفونسو السابع قواتها من ليون في جليقية، وتدمير التحصينات التي يمكن استخدامها من قبل أفونسو، وخيموا في سيرا دو سواخو الشمال من نهر ليما ، الذي هو أحد روافد نهر فيث.
في فالديفيز، وقد حمل المقاتلين بشكل أساسي على كلا الجانبين من الفرسان . ومن غير الواضح كيف تطورت المعركة، نجح البرتغاليون في كسب ميزة، من خلال قوانين الفروسية في ذلك الوقت، وهزم الفرسان مملكة ليون، في ظل هذه الظروف تم إبرام السلام وتبادل السجناء. تم توقيع الهدنة بعد المعركة التي أصبحت في تعرف بـ معاهدة زامورا .

## وصلات خارجية
- Barton، Simon (1997)، The Aristocracy in Twelfth-Century León and Castile، Cambridge, England: Cambridge University Press
- Lipskey، Glenn Edward، المحرر (1972)، The Chronicle of Alfonso the Emperor: A Translation of the "Chronica Adefonsi imperatoris", with Study and Notes، Chicago, llinois: جامعة نورث وسترن (إلينوي)، مؤرشف من الأصل في 2019-10-07
- Pereira، Felix John (2009)، Abridgement of the History of Portugal، Charleston, South Carolina: BiblioLife LLC، ISBN:978-1-110-33521-3
- Reilly، Bernard F. (1998)، The Kingdom of León-Castilla under King Alfonso VII, 1126–1157، Philadelphia, Pennsylvania: University of Pennsylvania Press، ISBN:978-0-8122-3452-7